# Jordan Bos
Jordan Bos (właśc. Jordan Jacob Bos; ur. 29 października 2002 w Melbourne) – australijsko-holenderski piłkarz, występujący na pozycji obrońcy w belgijskim klubie KVC Westerlo oraz w reprezentacji Australii. Uczestnik Pucharu Azji 2023.

## Statystyki

### Klubowe
Na podstawie:
| Klub              | Sezonów | Liga            | Liga  | Liga   | Puchar krajowy | Puchar krajowy | Kontynentalne | Kontynentalne | Suma  | Suma   |
| Klub              | Sezonów | Liga            | Mecze | Bramki | Mecze          | Bramki         | Mecze         | Bramki        | Mecze | Bramki |
| ----------------- | ------- | --------------- | ----- | ------ | -------------- | -------------- | ------------- | ------------- | ----- | ------ |
| Melbourne City FC | 2       | A-League        | 41    | 3      | 3              | 0              | 6             | 0             | 50    | 3      |
| KVC Westerlo      | 1       | Eerste klasse A | 15    | 1      | 1              | 0              | –             | –             | 16    | 1      |
|                   | Łącznie | Łącznie         | 56    | 4      | 4              | 0              | 6             | 0             | 66    | 4      |

### Reprezentacyjne
Na podstawie:
| Występy i gole w reprezentacji | Występy i gole w reprezentacji | Występy i gole w reprezentacji | Występy i gole w reprezentacji | Występy i gole w reprezentacji | Występy i gole w reprezentacji | Występy i gole w reprezentacji | Występy i gole w reprezentacji | Występy i gole w reprezentacji |
| Lp.                            | Data                           | Miasto                         | Przeciwnik                     | Wynik                          | Czas                           | Gole                           | Inne                           | Rozgrywki                      |
| ------------------------------ | ------------------------------ | ------------------------------ | ------------------------------ | ------------------------------ | ------------------------------ | ------------------------------ | ------------------------------ | ------------------------------ |
| 1.                             | 28.03.2023                     | Melbourne                      | Ekwador                        | 1:2 (1:0)                      | 54'–90'                        |                                |                                | mecz towarzyski                |
| 2.                             | 15.06.2023                     | Pekin                          | Argentyna                      | 0:2 (0:1)                      | 1'–90'                         |                                |                                | mecz towarzyski                |
| 3.                             | 13.10.2023                     | Londyn                         | Anglia                         | 0:1 (0:0)                      | 73'–90'                        |                                |                                | mecz towarzyski                |
| 4.                             | 17.10.2023                     | Brentford                      | Nowa Zelandia                  | 2:0 (1:0)                      | 1'–66'                         |                                |                                | mecz towarzyski                |
| 5.                             | 16.11.2023                     | Melbourne                      | Bangladesz                     | 7:0 (4:0)                      | 1'–90'                         |                                | asysta                         | Eliminacje MŚ 2026             |
| 6.                             | 21.11.2023                     | Al-Ardija                      | Palestyna                      | 1:0 (1:0)                      | 62'–90'                        |                                |                                | Eliminacje MŚ 2026             |

## Sukcesy
Na podstawie:

### Klubowe
Z Melbourne City FC:
- Mistrz Australii 2021/22